# Lo mejor de mí
Lo mejor de mí è un film del 2007 diretto da Roser Aguilar.
Ha vinto il Pardo per la miglior interpretazione femminile al Festival di Locarno 2007.